# Turno de oficio: 10 años después
Turno de oficio, 10 años después es una serie de televisión, producida por ALMA ATA Films, XALOC Producciones Cinematográficas y Galiardo Producciones para Televisión Española y emitida entre el 20 de abril de 1996 y el 21 de marzo de 1997 por TVE-1. Dirigida por Manolo Matji (excepto 5 episodios dirigidos por Juan Echanove), es considerada como una secuela de la serie Turno de oficio, con la que comparte gran parte del reparto.

## Argumento
Después de aprobar las oposiciones a juez y de ejercer durante varios años en Galicia, Cosme (Juan Echanove) regresa a Madrid para cubrir una suplencia por maternidad en el Juzgado de Instrucción n°22 en Plaza de Castilla. En pleno proceso de separación matrimonial y con la sospecha de haber prevaricado en una investigación que implica a un familiar de su exmujer, Cosme trata de adaptarse a su nuevo puesto y los problemas derivados de un juzgado de instrucción en Madrid. Por su parte, la abogada Eva García (Carmen Elías), involucrada en una ONG de cooperación internacional, sufre represalias y es violada en El Salvador por su implicación con diversos grupos guerrilleros. Consigue regresar a España y se reencuentra con Cosme y con El Chepa (Juan Luis Galiardo), que continúa su labor como abogado del turno de oficio y cuyos problemas con el alcohol han aumentado. Tras perder en una timba de póker y como pago a su deuda contraída, incorpora a su bufete a María del Pilar (Esperanza Campuzano), conocida como Mapi, hija del amigo policía con quien ha perdido a las cartas.

## Reparto
- Juan Echanove - Cosme
- Juan Luis Galiardo - Juan Luis Funes 'El Chepa'
- Carmen Elías - Eva
- Esperanza Campuzano - Maria del Pilar 'Mapi'

## Lista de episodios
- Capítulo 1: El regreso a casa
- Capítulo 2: La justicia está ciega
- Capítulo 3: Indicios razonables
- Capítulo 4: El parque de la reina
- Capítulo 5: El bicumpleaños
- Capítulo 6: El violador aprensivo
- Capítulo 7: ¿Quién lava más blanco?
- Capítulo 8: A la mañana siguiente los gatos siguen siendo pardos
- Capítulo 9: Cabos atados, primera parte
- Capítulo 10: Cabos atados, segunda parte
- Capítulo 11: El asesino adolescente
- Capítulo 12: Sin remisión
- Capítulo 13: Un mal trago
- Capítulo 14: Regalos del padre
- Capítulo 15: Servicio a domicilio
- Capítulo 16: A sólo diez minutos
- Capítulo 17: Mayores de edad
- Capítulo 18: Chop suey
- Capítulo 19: Entre dos luces
- Capítulo 20: Navidad, dulce Navidad
- Capítulo 21: Sobre todo con Laura
- Capítulo 22: La suerte, la justicia y los chalets adosados
- Capítulo 23: Esto sólo se arregla así
- Capítulo 24: Crisis
- Capítulo 25: Derechos y deberes
- Capítulo 26: Servicios mínimos

## Producción
A principios de los años 90 las cadenas privadas comienzan a apoyar productos de ficción nacional para competir por la audiencia. Para contrarrestar el efectos de las series de nuevo cuño, TVE continua confiando en las series de producción propia.  De la anterior década, algunas series con temática de drama profesional como Brigada Central o Anillos de Oro gozaron gran éxito entre la audiencia y desde la dirección se decidió explotar el éxito de estas produciendo nuevas series que continúan la trama de las series originales.
Debido al éxito de la serie Turno de Oficio, realizada en 1984, se financia la producción de una nueva serie con los mismos protagonistas aproximadamente diez años después del final de la serie original. La producción de la serie es realizada por la productora del actor Juan Luis Galiardo, Galiardo Producciones, junto con la productora Alma Ata Producciones de José María Calleja de la Fuente. Antonio Mercero no podía comprometerse con la dirección de la nueva producción al estar ya envuelto en la realización de la serie Farmacia de Guardia. La responsabilidad de la dirección recae entonces en Manuel Matji Tuduri, guionista de la serie original y tras haber dirigido dos películas antes de asumir el proyecto.
La nueva producción mantendría el carácter progresista y de justicia social de la serie original, si bien los personajes protagonistas experimentan una evolución como metáfora del asentamiento de la democracia en España. Del trío de protagonistas originales, tan solo Cosme conserva intacto su sentido de justicia que se manifiesta en los interrogatorios a los sospechosos a los que trata con respeto. Como novedad frente a la serie anterior se abren tramas de crimen organizado internacional junto con arcos argumentales donde cobran mayor protagonismo personajes femeninos independientes y las relaciones sentimentales entre los protagonistas en un entorno de una mayor libertad sexual.

## Recepción
La serie se estrenó el 20 de abril de 1996. En su emisión no tuvo el éxito esperado en audiencia en una época en que el formato de drama familiar triunfaba en las parrillas televisivas españolas a mediados de los años 90. Sin embargo, debido al tratamiento de diversos temas sociales, atrajeron la atención y el apoyo de los seguidores de la serie en su emisión.
Así, en uno de los capítulos el juez protagonista trata de resolver el caso de un asesino en serie de homosexuales por odio. La trama del capiítulo aborda la discriminación de los homosexuales en la sociedad española presentando a uno de los personajes secundarios como abiertamente homosexual ante sus compañeros de trabajo. Esta caracterización convierte a esta serie en una de las primeras que realiza un tratamiento integrador de los personaje homosexuales en las obras audiovisuales de ficción de producción española.
Otros temas como el consumo de drogas o el alcoholismo es tratado de manera abierta y realista, afectando dramáticamente al desarrollo de los personajes principales de la serie. Especialmente el alcoholismo de el Chepa es parte importante de la trama en varios episodios.